# Sulcicnephia lobashovi
Sulcicnephia lobashovi är en tvåvingeart som beskrevs av Rubtsov 1976. Sulcicnephia lobashovi ingår i släktet Sulcicnephia och familjen knott. Inga underarter finns listade i Catalogue of Life.